# Canon de 24 C modèle 1876
Die Canon de 24 C modèle 1876 war ein französisches Küstengeschütz vom Ende des 19. Jahrhunderts. Die dazugehörende Lafette vom Typ „Tarbes GPC“ wurde erstmals 1876 in Tarbes Général de Reffye vorgeführt. Es war das Vorgängermodell der Canon de 240 mm modèle 1884.
Von dem Geschütz existierten verschiedene Varianten, so zwei unterschiedliche Rohrlängen und mehrere unterschiedliche Lafetten. Es war das erste französische Geschütz mit hydraulischer Rücklaufbremse.

## Geschichte
Am 11. Mai 1874 legte das französische Kriegsministerium die Kaliber 120 mm, 155 mm und 220 mm für die schwere Feldartillerie und die Kaliber 220 mm und 270 mm für die Mörser als Standard fest. Am 31. Dezember 1875 wurde die Entwicklung neuer 270-mm-Mörser eingestellt und die Bestellung am 22. Januar 1876 zurückgezogen, da die „Canon de 24“ bevorzugt wurde. Diese war im Original auf einer Lafette G montiert und wurde als Küstengeschütz eingesetzt.
Obwohl die Mehrheit der Kombattanten vor Ausbruch des Ersten Weltkrieges über schwere Feldartillerie verfügte, gab es in Frankreich keine ausreichenden Anzahl Geschütze mit einem Kaliber von über 220 Millimetern. Man hatte auch nicht die wachsende Bedeutung schwerer Artillerie vorausgesehen. Als dann die Westfront stagnierte und der Stellungskrieg einsetzte, wurde das Fehlen schwerer und überschwerer Artillerie bemerkbar; zahlreiche Improvisationen entstanden in aller Eile. Zwei Ressourcen schwerer Artillerie, die für die Umrüstung auf den Feldeinsatz geeignet waren, waren Küstenbefestigungen und überschüssige Marinegeschütze. Für diese Geschütze wurden geeignete Feld- und Eisenbahnlafetten gebaut, um die schwere Feldartillerie bei der Bekämpfung von befestigten Zielen zu unterstützen.

## Feldeinsatz
Während des Ersten Weltkrieges sah sich das französische Oberkommando mit einer übermächtigen deutschen schweren Artillerie konfrontiert. Man beschloss daraufhin die Schaffung einer eigenen schweren verstärkten Artillerie, genannt Artillerie lourde à grande puissance – ALGP (schwere Artillerie großer Wirkung). Die Transporte dieser Geschütze waren durch ihr hohes Gewicht allerdings mit Schwierigkeiten verbunden.
Es wurden daher während des Krieges Eisenbahngeschütze (ALVF – Artillerie lourde sur voie ferrée) einmal ohne und einmal mit 360° Seitenrichtbereich sowohl für das Geschütz „modèle 1876“ mit kurzem Rohr, als auch für das Geschütz „modèle 1884“ in Dienst gestellt. Die dafür benötigten Untergestelle auf Eisenbahntransportwagen waren unterschiedlich, es handelte sich einerseits um einfache Rahmen mit aufgesetzter Lafette mit zwei oder drei Achsen, zu denen später auch sechsachsige Untergestelle mit seitlicher Abstützung kamen. Die Lafetten ohne Seitenrichtbereich mussten zur Zieländerung auf einer Schiesskurve bewegt werden. Dazu dienten Verankerungen mit Seilwinden.

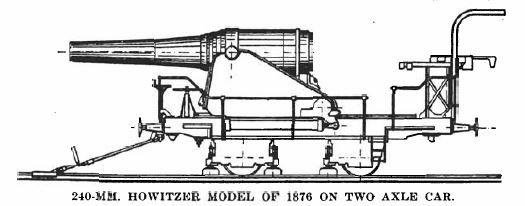
Fahrgestell mit zwei Achsen ohne Seitenrichtbereich
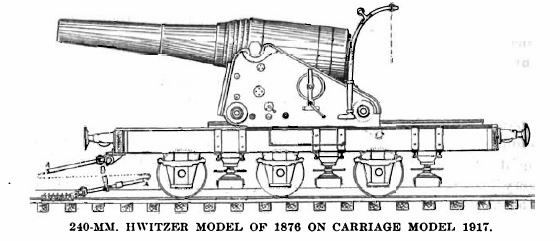
Fahrgestell mit drei Achsen ohne Seitenrichtbereich
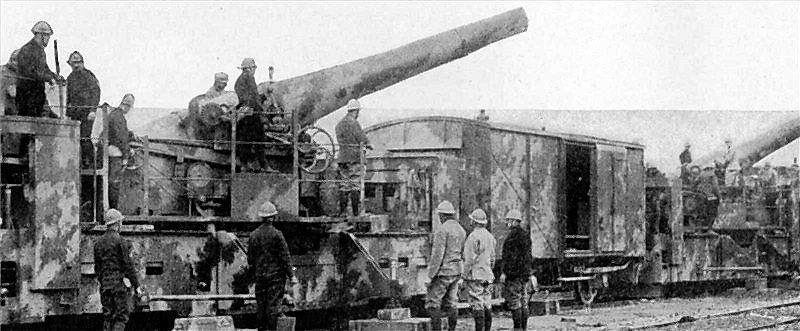
Fahrgestell mit sechs Achsen und 360° Seitenrichtbereich

Die Abkürzungen GPC und GPA stehen für:
- GPC: Lafette Typ G mit „Pivot central“ (Mittelpivot)
- GPA: Lafette Typ G mit „Pivot antérieur“ (Frontpivot)

### Canon 24 C modèle 1876
Das Rohr war in einer zweiteiligen Lafette aus Schmiedeeisen montiert und mit einem Verschluss vom System de Bange versehen. Das Lafettenoberteil, das fest mit dem Rohr verbunden war, ruhte auf Gleitflächen des Unterteils. Die hydraulischen Rücklaufbremse wirkte auf zwei Hydraulikzylinder die außen am Unterteil der Lafette angebracht waren und den Rücklauf des Lafettenoberteils abbremsten.
- Beschreibung: Canon de 24 de Côte en fonce avec tubage en arcier  (Küstenkanone 24 aus Gusseisen mit stählernem Seelenrohr)
- Modell: 1876
- Gewicht des Rohres: 16.200 kg

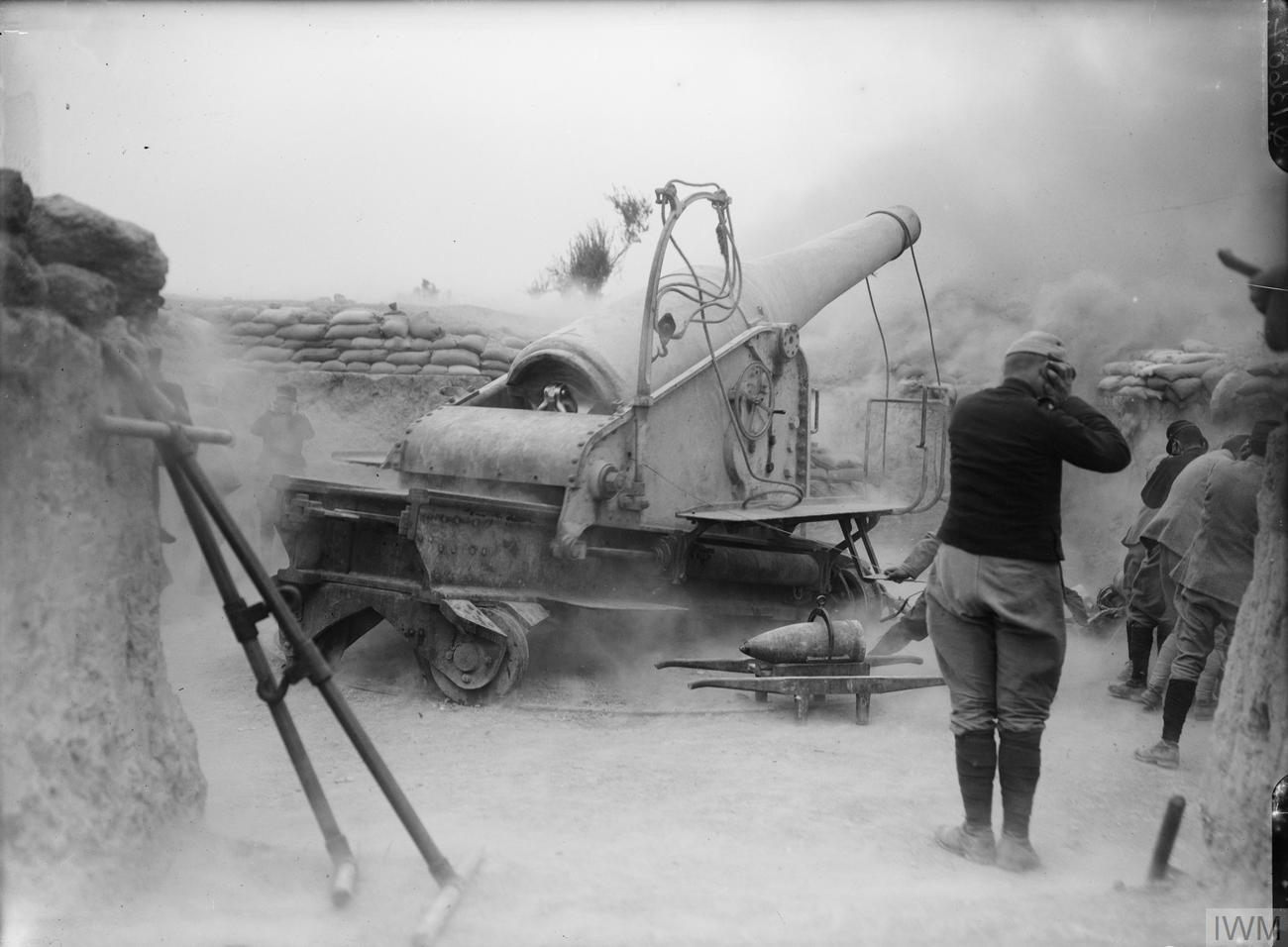
Eine französische 24-cm-Kanone G modèle 1876, montiert auf einer Mittelpivotlafette „GPC type Tarbes“im Jahre 1915 auf der Halbinsel Gallipoli. Vier dieser Kanonen waren während der Schlacht von Gallipoli eingesetzt. Im Januar 1916 unbrauchbar gemacht und aufgegeben, befinden sie sich heute noch in desolatem Zustand in ihren ehemaligen Stellungen auf Kap Helles.

- Kaliber: 240 mm
- Rohrlänge: 5,36 m
- Verschluss: System de Bange

| Lafette „GPC type Tarbes“       | Lafette „GPA type Tarbes“       | Lafette „mit Klingenbremse“     | Lafette „Modèle 1911“           |
| ------------------------------- | ------------------------------- | ------------------------------- | ------------------------------- |
| Gewicht 30.800 kg               | Gewicht 30.800 kg               | Gewicht 30.800 kg               | Gewicht 13.000 kg               |
| Höhenrichtbereich −5° bis + 30° | Höhenrichtbereich −5° bis + 30° | Höhenrichtbereich −6° bis + 31° | Höhenrichtbereich −5° bis + 26° |
| Schussweite 9700 bis 13.450 m   | Schussweite 9700 bis 13.450 m   | Schussweite 9700 bis 13.450 m   | Schussweite 9700 bis 13.450 m   |
| Gewicht der Granate 162 kg      | Gewicht der Granate 162 kg      | Gewicht der Granate 162 kg      | Gewicht der Granate 162 kg      |
| Gesamtgewicht 47.000 kg         | Gesamtgewicht 47.000 kg         | Gesamtgewicht 47.000 kg         | Gesamtgewicht 29.000 kg         |

### Canon 24 C modèle 1870–1887
Diese Lafetten war breiter als das Vorgängermodell, die beiden Hydraulikzylinder der Rücklaufbremse waren jetzt innerhalb der Unterlafette montiert.
- Beschreibung: Canon de 24 de Côte en fonce avec tubage en arcier (Küstenkanone 24 aus Gusseisen mit stählernem Seelenrohr)
- Modell: 1876
- Gewicht des Rohres: 20.000 kg
- Kaliber: 240 mm
- Rohrlänge: 7,22 m
- Verschluss: Konsolenverschluss mit Federriegel

| Lafette „Modèle „M“ 1888 PC“    | Lafette „Modèle 1886 PA“        |
| ------------------------------- | ------------------------------- |
| Gewicht 33.000 kg               | Gewicht 27.900 kg               |
| Höhenrichtbereich −6° bis + 28° | Höhenrichtbereich −7° bis + 30° |
| Seitenrichtbereich 360°         | Seitenrichtbereich 180°         |
| Schussweite 18.500 m            | Schussweite 18.500 m            |
| Gewicht der Granate 162 kg      | Gewicht der Granate 162 kg      |
| Mündungsgeschwindigkeit 590 m/s | Mündungsgeschwindigkeit 590 m/s |
| Gesamtgewicht 53.000 kg         | Gesamtgewicht 47.900 kg         |

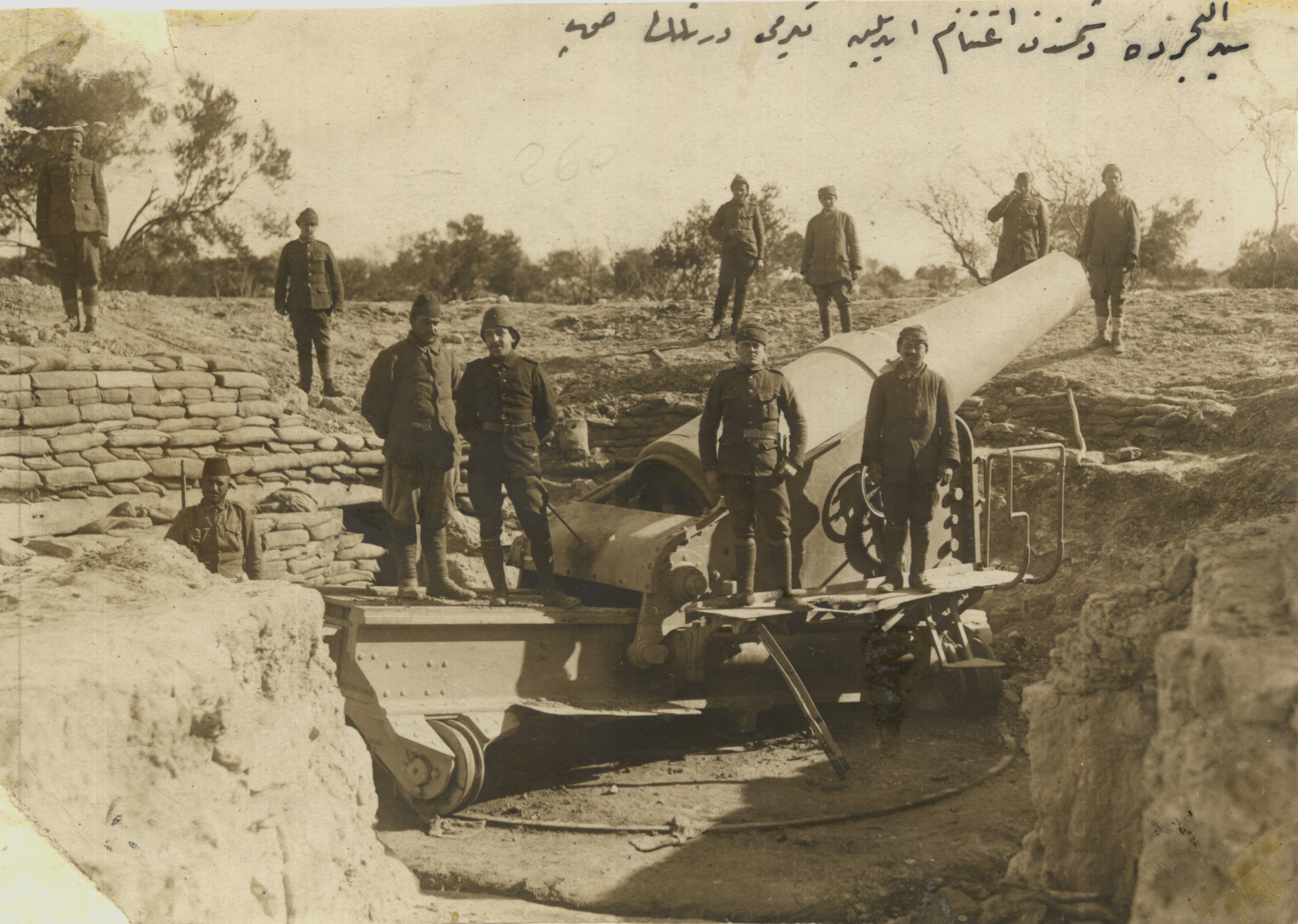
Gesprengtes Geschütz in Lafette „G“ auf Kap Helles

- Vier Geschütze befinden sich noch in ihren verlassenen Stellungen auf Kap Helles (Halbinsel Gelibolu), Eine Lafette trägt die Bezeichnung „Desbois Roussechausse Nantes 1884“
- Vier Geschütze auf Lafette „modèle 1911“ befinden sich in einer Küstenbatterie in Vũng Tàu
- Eine Lafette C ohne Geschütz steht noch an der Atlantikküste in der Batteriestellung „Corps de Garde“ in Gâvres.